# 9745 Shinkenwada
9745 Shinkenwada è un asteroide della fascia principale. Scoperto nel 1988, presenta un'orbita caratterizzata da un semiasse maggiore pari a 2,9254220 UA e da un'eccentricità di 0,1041428, inclinata di 1,75131° rispetto all'eclittica.